# Аналіз господарської діяльності
Ана́ліз господа́рської дія́льності — комплексне вивчення результатів практичної роботи підприємств (фірм) за певний період, оцінка ефективності діяльності з метою виявлення резервів та визначення шляхів діяльності й надання необхідної інформації для оперативного керівництва різними ланками діяльності, одержання передбачених планом (бізнес-планом) показників.
Завдання аналізу господарської діяльності полягає в обґрунтуванні реальності плану, складеного на основі господарських договорів, вивченні та оцінці ходу його виконання на кожній ділянці виробництва, порівнянні результатів роботи з витратами, виявленні причин і факторів відхилень фактичних показників від запланованих, розробці заходів щодо усунення виявлених недоліків і використання внутрішніх можливостей для збільшення виробництва, поліпшення якості продукції тощо. Найважливішими для аналізу господарської діяльності є статті активу балансу — основний капітал і оборотні активи (готівка, матеріально-виробничі запаси, дебіторська заборгованість — короткострокова і довгострокова).
Аналіз господарської діяльності може бути оперативним і загальним. Оперативний аналіз здійснюється на підприємствах (фірмах) щоденно, подекадне й помісячне з метою контролю за ходом виробництва й здійснення оперативного керівництва різними ділянками підприємства. Загальний аналіз передбачає всебічне вивчення взаємопов’язаних технічних, організаційних та економічних факторів для обґрунтування оцінки господарської діяльності підприємства та визначення основних напрямів розвитку даного виробництва.